# Simon Pegg
Simon Pegg, de son vrai nom Simon John Beckingham, est un acteur britannique, né le 14 février 1970 à Brockworth (Angleterre). Il est aussi humoriste, scénariste, réalisateur et producteur de cinéma.
Il est révélé par ses collaborations avec le cinéaste Edgar Wright et l'acteur Nick Frost, d'abord dans la série Spaced (1999-2001), puis dans la Blood and Ice Cream Trilogy (2004-2013) (Shaun of the Dead (2004), Hot Fuzz (2007) et The World's End (2013)) pour lesquelles il est à la fois acteur principal et coscénariste. Avec Nick Frost, il interprète également le duo Dupond et Dupont dans Les Aventures de Tintin : Le Secret de La Licorne (2010), et coécrit et joue avec lui dans le film Paul (2011).
Il confirme à Hollywood en devenant un collaborateur régulier du réalisateur J. J. Abrams, qui lui confie en 2006 le rôle de Benji Dunn dans Mission impossible III, rôle qu'il continue de jouer dans les suites, ainsi que celui de Scotty dans le film prequel (2009) de la saga Star Trek.
En 2015, il est, aux côtés des membres des Monty Python, la vedette d'Absolutely Anything, dernier film de Terry Jones.

## Biographie
Simon John Beckingham naît dans le village de Brockworth, près de Gloucester. Sa mère, Gillian Rosemary (née Smith), est fonctionnaire et son père, John Henry Beckingham, musicien de jazz. Ses parents divorcent lorsqu'il a sept ans. Il adopte le patronyme « Pegg » après le remariage de sa mère,.
Il fréquente de nombreuses écoles, dont Castle Hill Primary School à Bolton dans le Grand Manchester, Brockworth Comprehensive Secondary School puis The King's School à Gloucester, et plus tard Stratford-upon-Avon College à Stratford-upon-Avon dans le comté de Warwickshire, pour étudier la littérature anglaise et les Performance studies. Il étudie ensuite l'art dramatique à l'université de Bristol où il écrit un mémoire de licence sur le marxisme intitulé A Marxist overview of popular 1970s cinema and hegemonic discourses.
À Bristol, il fait une apparition dans une adaptation de la pièce de théâtre Victory, écrite par Howard Barker, aux côtés de Sarah Kane et David Greig.

## Carrière

### Débuts prometteurs (1993-1998)
C'est en 1993 qu'il déménage à Londres, et qu'il fait avec succès ses premiers pas dans le milieu du stand-up. En 1995, il est invité à présenter son one-man-show au Festival international d'Édimbourg, ce qui lui vaut d'être ensuite convié à se produire dans des festivals à Adélaïde et Melbourne en Australie puis à Auckland, Wellington et Christchurch en Nouvelle-Zélande en 1996 et 1997.
Son travail est vite remarqué par des producteurs de télévision qui l'engagent dans des séries télévisées comme Asylum, Six Pairs of Pants, Faith in the Future, Big Train et Hippies. De 1998 à 2004, Simon Pegg est régulièrement présent à la BBC Radio 4 où il anime The 99p Challenge.

### Révélation comique anglaise (1999-2005)

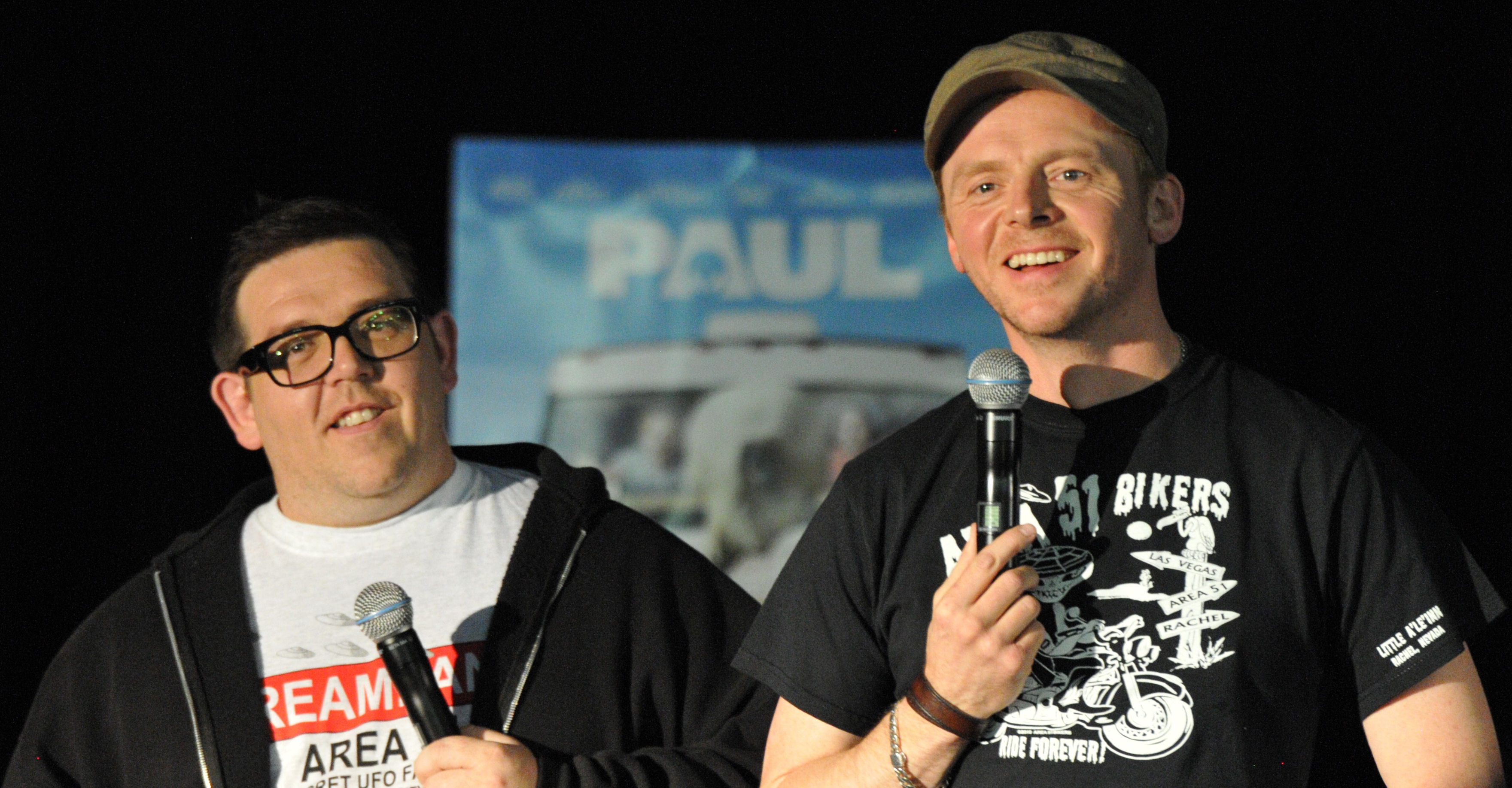
L'acteur avec Nick Frost au Supanova 2011, pour la promotion de Paul.

En 1999, il crée et coécrit avec Jessica Stevenson pour Channel 4, la série télévisée Les Allumés (Spaced). Il y embauche son meilleur ami Nick Frost. Pour sa performance dans cette série, il est nommé aux British Comedy Awards, au titre du Meilleur espoir masculin comique.
Simon Pegg coécrit avec le réalisateur de Les Allumés, Edgar Wright, Shaun of the Dead, un film mêlant comédie romantique et zombies, sorti en avril 2004. À la suite de l'invitation du réalisateur George A. Romero, Simon Pegg et Edgar Wright apparaissent en caméo dans son film Le Territoire des morts, quatrième volet de la saga des zombies. Dans la même année, Simon Pegg joue dans un spin-off de l'émission Danger! 50,000 Volts! appelé Danger! 50,000 Zombies! dans lequel il interprète un chasseur de zombies nommé Dr Russel Fell.
Après la minisérie sur la Seconde Guerre mondiale Frères d'armes (Band of Brothers), quelques apparitions dans Black Books, Brass Eye Special, I'm Alan Partridge, The Parole Officer et 24 Hour Party People, Simon Pegg joue également le personnage de dessin animé 2000 AD dans le rôle du chasseur de primes mutant Johnny Alpha, le Strontium Dog, ainsi que dans un film Hôtel Paradiso, une maison sérieuse (Guest House Paradiso), basé sur la série Bottom.

### Percée hollywoodienne (2006-2010)

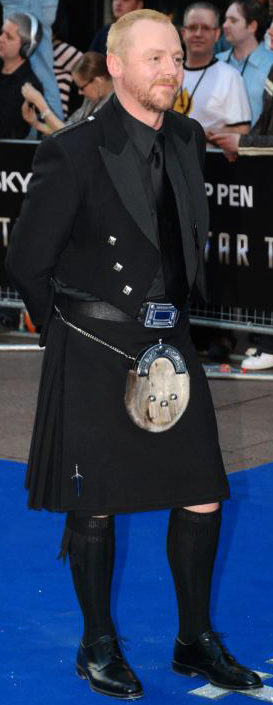
A l'avant-première de Star Trek en avril 2009.

Après le tournage du film Shaun of the Dead, on lui demande s'il ne va pas abandonner le cinéma britannique pour se consacrer à des projets plus importants et plus ambitieux, ce à quoi il répond : « Ce n'est pas comme si j'allais m'enfuir pour jouer dans Mission impossible 3 ! ».
Pourtant, deux ans plus tard, J. J. Abrams l'engage pour jouer Benji Dunn, la touche comique de Mission impossible 3. Il reprendra son rôle dans les trois autres suites Ghost Protocol, Rogue Nation et Fallout, sorties respectivement en 2011, 2015 et 2018. La même année, il garde néanmoins un pied dans la comédie pure en se mettant dans la peau d'un Américain pour le film Big Nothing de Jean-Baptiste Andrea, avec David Schwimmer.
En 2007, il confirme dans ce genre : d'abord en jouant dans la comédie indépendante The Good Night, écrite et réalisée par Jake Paltrow ; puis en retrouvant David Schwimmer qui le dirige dans la comédie britannique Cours toujours Dennis, aux côtés de Thandie Newton et Hank Azaria. Mais il revient surtout avec Hot Fuzz, second opus de la Blood and Ice Cream Trilogy, toujours aux côtés de Nick Frost, et sous la direction d'Edgar Wright. Pour cette parodie de films d'action et de polars, Pegg incarne le personnage de Nicholas Angel, un policier londonien d'exception muté par jalousie de ses collègues à Sandford, un petit village au fin fond du Gloucestershire dont la façade paisible cache d'horribles événements.
En 2008, Pegg écrit des dialogues en langue anglaise pour une réédition du film d'animation norvégien Libérez Jimmy, sorti en 2006, et joue le héros de la comédie potache Un Anglais à New York de Robert B. Weide.
En 2009, J. J. Abrams lui fait de nouveau confiance en lui attribuant le rôle de l'ingénieur Montgomery « Scotty » Scott dans la superproduction Star Trek, reboot de la franchise éponyme.
Et en 2010, il partage l'affiche de la comédie britannique de John Landis, Cadavres à la pelle, avec Andy Serkis.

### Confirmation (années 2010)

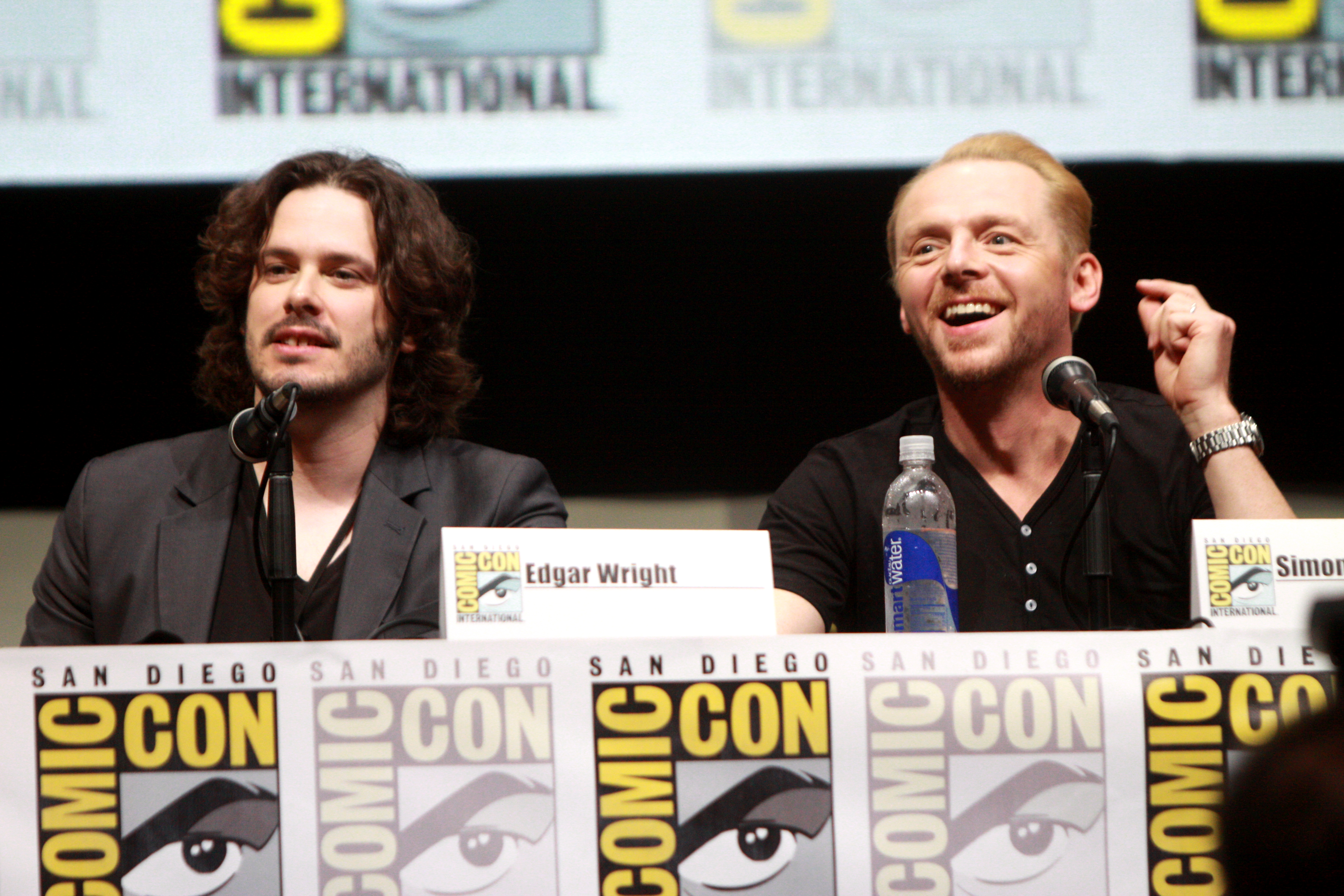
L'acteur avec Edgar Wright au San Diego Comic-Con 2013, pour la promotion de Le Dernier Pub avant la fin du monde.

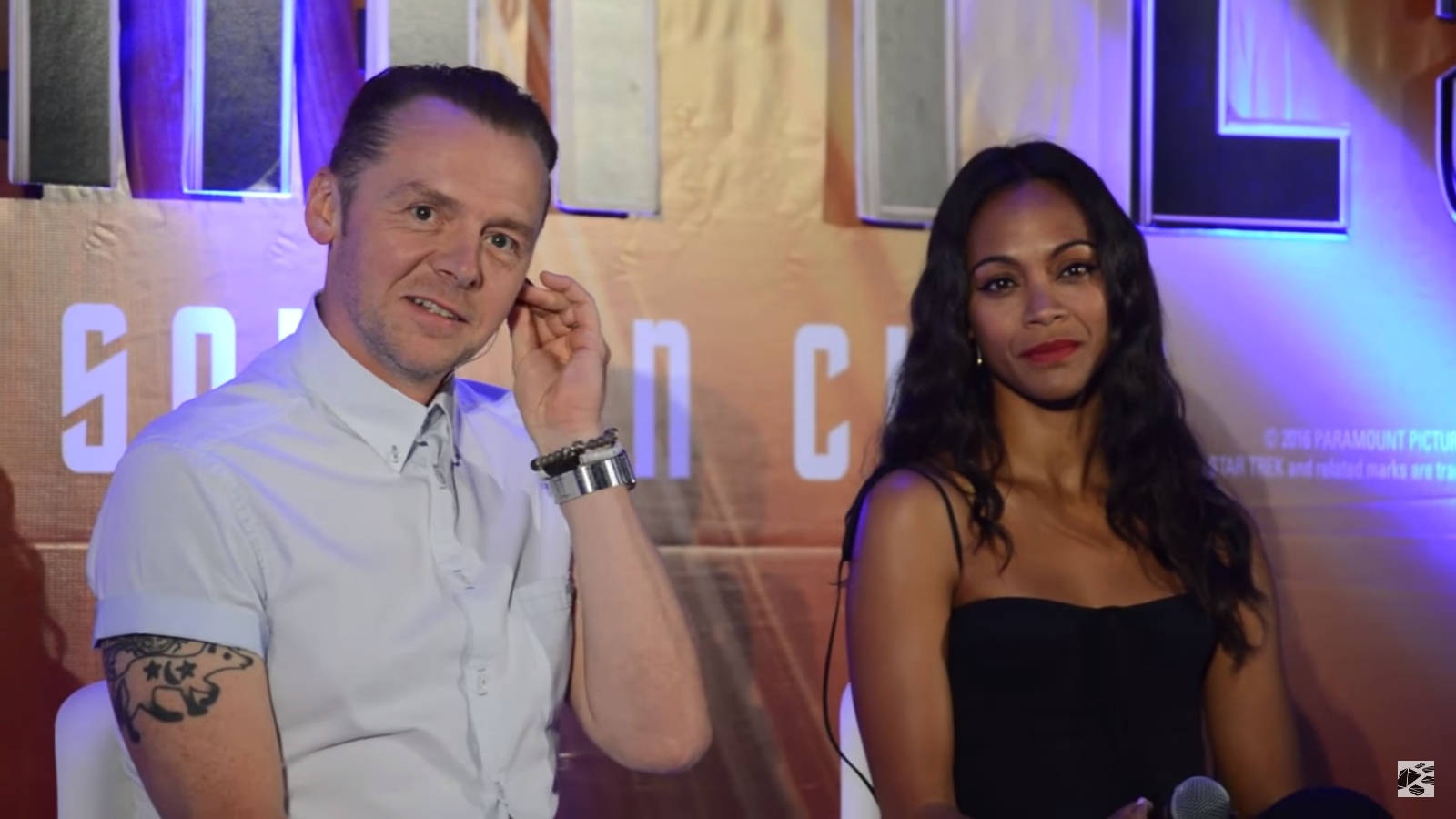
L'acteur avec Zoe Saldana en septembre 2016, pour la promotion de Star Trek : Sans limites.

En 2011, il confirme avec trois films remarqués : la comédie de science-fiction intitulée Paul, qu'il coécrit avec Nick Frost, et qui marque leur premier essai en tandem à Hollywood. Puis en étant à l'affiche de deux superproductions : tout d'abord Mission impossible : Protocole Fantôme, toujours mené par Tom Cruise, puis la superproduction en capture de mouvement Les Aventures de Tintin : Le Secret de La Licorne, réalisé par Steven Spielberg, où il prête ses traits avec Nick Frost aux frères Dupondt.
En 2012, il prête sa voix au chasseur de primes Dengar dans un épisode de la quatrième saison de la série d'animation The Clone Wars qui se déroule dans l'univers de la franchise Star Wars.
En 2013, il reprend son rôle de Montgomery Scott dans Star Trek Into Darkness, toujours de J. J. Abrams, puis boucle la trilogie Blood and Ice Cream avec Le Dernier Pub avant la fin du monde, qu'il co-écrit toujours avec le réalisateur Edgar Wright.
L'année d'après, il est à l'affiche de la comédie d'action australienne Kill Me Three Times, et de la comédie dramatique indépendante Hector et la Recherche du bonheur.
En 2015, il est à l'affiche de la comédie romantique anglaise Man Up, où il a pour partenaire l'américaine Lake Bell, puis revient dans le rôle de Benji Dunn pour Mission impossible : Rogue Nation, de Christopher McQuarrie. Il continue à collaborer avec des monstres sacrés de la comédie, en étant le héros de Absolutely Anything, de Terry Jones.
Il fait aussi une apparition dans Star Wars : Le Réveil De La Force réalisé par J. J. Abrams, dans lequel il joue le contrebandier Unkar Plutt.
En 2016, il est à l'affiche de Star Trek : Sans limites, cette fois réalisé par Justin Lin, et pour lequel il prête main-forte à l'écriture.
En  2019 le tandem Pegg-Frost renoue avec la comédie horrifique dans le film Slaughterhouse Rulez où une horreur sans nom investit une école chic britannique.
En 2022, il reprend son rôle de Buck dans le film d'animation L'Âge de glace : Les Aventures de Buck Wild.
Enfin le film dont le titre est Svalta, produit par Pegg et Frost et scénarisé par Frost, réunira les deux enfants terribles de la comédie. D’après Variety, qui s’est chargée de répandre l’info d’une nouvelle collaboration, « l’intrigue de Svalta tournera autour d’une famille qui passe ses vacances d’été sur une île suédoise isolée ». Les membres de la petite troupe apprennent qu’un tueur en série est en liberté. La nouvelle, déjà inquiétante, devient carrément effrayante quand la famille se rend compte que les habitants de l’île n’ont pas l’intention d’aider les touristes.

## Bande dessinée
Dans la série The Boys, le scénariste de comics Garth Ennis et son complice le dessinateur Darick Robertson ont créé un personnage, P'tit Hughie, dont le visage est celui de Simon Pegg. Fait sans son accord à l'origine, la bande dessinée a séduit l'acteur, qui en a rédigé la préface lors de la sortie du premier Trade Paper Back en juin 2007.
Même s'il n'avait pas donné la permission pour cet emprunt, Simon Pegg signale qu'il est fan de Garth Ennis et qu'il a adoré la série. Il joue d’ailleurs le rôle du père de Hughie, dans la série disponible sur Amazon Prime.

## Vie personnelle
Le 23 juillet 2005, à Glasgow, Simon Pegg se marie à Maureen McCann, avec Nick Frost comme témoin. Leur fille Matilda Belle est née en juillet 2009.
Il est un ami proche de Chris Martin et Jon Buckland du groupe Coldplay, qui ont tous deux fait une apparition dans Shaun of the Dead.

## Filmographie

### Acteur

#### Télévision
- 1995 : Six Pairs of Pants
- 1996 : Asylum : Simon
- 1996 : Faith in the Future : Jools
- 1997 : I'm Alan Partridge : Steve Bennett
- 1997 : We Know Where You Live
- 1998 : Is It Bill Bailey?
- 1998-2002 : Big Train
- 1999-2001 : Les Allumés : Tim Bisley
- 1999 : Tube Tales : Clerk
- 1999 : Hippies : Ray Purbbs
- 2000 : Randall et Hopkirk : Justin Pope
- 2001 : Brass Eye : Gerard Chote
- 2001 : Frères d'armes : William Evans
- 2001 : Dr. Terrible's House of Horrible : Angus
- 2002 : Look Around You : Le gardien
- 2002 : Linda Green : Jay
- 2003 : Spirale tragique : Colin Taylor
- 2004 : Sex and Lies : Radio DJ
- 2004 : Black Books : Evan
- 2004 : I Am Not an Animal : Kieron le chat
- 2005 : Look Around You : Le solitaire
- 2005 : Spider-Plant Man : Frank Matters
- 2006 : Doctor Who : L'éditeur (saison 1, épisode 7)
- 2006 : Doctor Who Confidential : Narrateur
- 2007 : Top Gear : Lui-même
- 2008 : The Sunday Night Project : Lui-même
- 2009 : Robot Chicken : Paul McCartney, George Harrison et Ringo Starr (animation)
- 2011 : Top Gear : lui-même
- 2011 : Good News Week : lui-même
- 2012 : Star Wars: The Clone Wars : Dengar (animation, saison 4, épisode 20)
- 2013 : Mob City : Hecky Nash
- 2014 : Phinéas et Ferb : Shaun, Pierre, et C-3PO (animation)
- 2019 : The Boys : le père d’Hughie
- 2020 : Truth Seekers (Amazon Prime) : Dave
- 2021 : Staged : lui-même
- 2022 : The Undeclared War : Danny Patrick

#### Cinéma
- 1999 : Hôtel Paradiso, une maison sérieuse (Guest House Paradiso) de Adrian Edmondson : Mr Nice
- 2001 : The Parole Officer de John Duigan : époux dégonflé
- 2002 : 24 Hour Party People de Michael Winterbottom : Paul Morley
- 2004 : Shaun of the Dead d'Edgar Wright : Shaun
- 2005 : The League of Gentlemen's Apocalypse de Steve Bendelack : Peter Cow
- 2005 : Le Territoire des morts (Land of the Dead) de George A. Romero : un zombie (caméo)
- 2006 : Mission impossible 3 (Mission: Impossible III) de J. J. Abrams : Benjamin « Benji » Dunn
- 2006 : Big Nothing de Jean-Baptiste Andrea : Gus
- 2006 : Libérez Jimmy  (Slipp Jimmy fri) de Christopher Nielsen : Odd
- 2007 : Grindhouse : Cannibal
- 2007 : The Good Night de Jake Paltrow : Paul
- 2007 : Hot Fuzz d'Edgar Wright : Nicholas Angel
- 2007 : Cours toujours Dennis (Run, Fat Boy, Run) de David Schwimmer : Dennis Doyle
- 2007 : Chronique des morts-vivants (Diary of the Dead) de George A. Romero : caméo vocal
- 2008 : Un Anglais à New York (How to lose friends & Alienate people) de Robert B. Weide : Sidney Young
- 2009 : Star Trek de J. J. Abrams : Montgomery "Scotty" Scott
- 2009 : L'Âge de glace 3 : Le Temps des dinosaures (Ice Age: Dawn of the Dinosaurs) de Carlos Saldanha : Buck (voix)
- 2010 : Cadavres à la pelle (Burke and Hare) de John Landis : William Burke
- 2010 : Le Monde de Narnia : L'Odyssée du Passeur d'Aurore (The Voyage of the Dawn Treader) de Michael Apted : Ripitchip (voix)
- 2011 : Paul de Greg Mottola : Graeme Willy
- 2011 : Scrat's Continental Crack-up : Buck (court-métrage, voix)
- 2011 : Les Aventures de Tintin : Le Secret de La Licorne (The Adventures of Tintin : The Secret of the Unicorn) de Steven Spielberg : Dupont
- 2011 : Mission impossible : Protocole Fantôme (Mission: Impossible – Ghost Protocol) de Brad Bird : Benjamin « Benji » Dunn
- 2012 : A Fantastic Fear of Everything de Crispian Mills et Chris Hopewell : Jack
- 2013 : Le Dernier Pub avant la fin du monde (The World's End) d'Edgar Wright : Gary King
- 2013 : Star Trek Into Darkness de J. J. Abrams : Montgomery "Scotty" Scott
- 2014 : Hector et la Recherche du bonheur (Hector and the Search for Happiness) de Peter Chelsom : Hector
- 2014 : Les Boxtrolls de Graham Annable et Anthony Stacchi : Hebert Trubshaw (voix)
- 2014 : Kill Me Three Times de Kriv Stenders : Charlie Wolfe
- 2014 : Salsa Fury (Cuban Fury) de James Griffiths : un conducteur sur le parc de stationnement (caméo non crédité)
- 2015 : Man Up de Ben Palmer : Jack
- 2015 : Mission impossible : Rogue Nation (Mission: Impossible – Rogue Nation) de Christopher McQuarrie : Benjamin « Benji » Dunn
- 2015 : Absolutely Anything de Terry Jones : Neil Clarke
- 2015 : Star Wars, épisode VII : Le Réveil de la Force (Star Wars Episode VII: The Force Awakens) de J. J. Abrams : Unkar Plutt
- 2016 : Star Trek : Sans limites (Star Trek Beyond) de Justin Lin : Montgomery "Scotty" Scott
- 2016 : L'Âge de glace : Les Lois de l'Univers (Ice Age: Collision Course) de Michael Thurmeier et Galen Tan Chu : Buck (voix)
- 2018 : Ready Player One de Steven Spielberg : Ogden Morrow
- 2018 : Terminal de Vaughn Stein : Bill
- 2018 : Mission impossible : Fallout (Mission: Impossible - Fallout) de Christopher McQuarrie : Benji Dunn
- 2018 : Massacre au pensionnat (Slaughterhouse Rulez) de Crispian Mills : Mr. Meredith Houseman
- 2019 : Lost Transmissions de Katharine O'Brien : Theo Ross
- 2020 : Bloodline (Inheritance) de Vaughn Stein : Morgan Warner / Carson Thomas
- 2021 : America : Le Film (America: The Motion Picture) de Matt Thompson : le roi Jacques (voix)
- 2021 : The Sparks Brothers (documentaire) d'Edgar Wright : John Lennon (voix)
- 2022 : L'Âge de glace : Les Aventures de Buck Wild : Buck (voix)
- 2023 : Mission impossible : Dead Reckoning (Mission: Impossible – Dead Reckoning) de Christopher McQuarrie : Benji Dunn
- 2023 : Nandor Fodor and the Talking Mongoose d'Adam Sigal : Nandor Fodor
- 2025 : Mission: Impossible - The Final Reckoning de Christopher McQuarrie : Benji Dunn

#### Jeux vidéo
- 2010 : Fable 3 : Ben Finn (voix)
- 2011 : Spare Parts (en) : Con-Rad (voix)
- 2016 : Star Wars: Battlefront : Dengar (voix)
- 2023 : Hogwarts Legacy : L’Héritage de Poudlard : Phineas Nigellus Black (voix)

### Scénariste
- 1995 : Six Pairs of Pants (série télévisée) - 3 épisodes
- 1996 : Asylum (série télévisée) - 6 épisodes
- 1999-2001 : Les Allumés (série télévisée) - 14 épisodes
- 2004 : Shaun of the Dead d'Edgar Wright (coécrit avec Edgar Wright)
- 2007 : Hot Fuzz d'Edgar Wright (coécrit avec Edgar Wright)
- 2007 : Cours toujours Dennis (Run Fatboy Run) de David Schwimmer (coécrit avec Michael Ian Black)
- 2011 : Paul de Greg Mottola (coécrit avec Nick Frost)
- 2013 : Le Dernier Pub avant la fin du monde d'Edgar Wright (coécrit avec Edgar Wright)
- 2016 : Star Trek : Sans limites (Star Trek Beyond) de Justin Lin (coécrit avec Doug Jung)

## Distinctions

### Récompenses
- 2004 : British Independent Film Awards du meilleur scénario pour Shaun of the Dead
- 2005 : Prix Bram Stoker du meilleur scénario pour Shaun of the Dead
- Evening Standard British Film Awards 2005 : Prix Peter Sellers pour Shaun of the Dead
- Utah Film Critics Association Awards 2013 : Meilleur scénario original pour Le Dernier Pub avant la fin du monde
- Empire Awards 2014 : Prix Empire Hero Award

### Nominations
- 1999 : British Comedy Awards de la meilleure révélation masculine dans une série télévisée comique pour Les Allumés et pour Big Train
- 2002 : British Academy Television Awards de la meilleure révélation masculine dans une série télévisée comique pour Les Allumés
- 2004 : Bram Stoker Awards du meilleur scénario pour Shaun of the Dead
- Empire Awards 2005 : Meilleur acteur britannique pour Shaun of the Dead
- Chlotrudis Awards 2005 : Meilleur scénario original pour Shaun of the Dead
- 2005 : London Film Critics Circle Awards du meilleur scénario de l'année pour Shaun of the Dead
- 2005 : Online Film Critics Society Awards du meilleur scénario de l'année pour Shaun of the Dead
- Empire Awards 2008 : Meilleur acteur pour Hot Fuzz
- 2010 : Critics Choice Awards de la meilleure distribution pour Star Trek

## Voix francophones
En version française, Cédric Dumond est la voix régulière de Simon Pegg. Il est doublé à deux reprises chacun par les comédiens suivants : Xavier Fagnon (Hot Fuzz, Ready Player One), Michelangelo Marchese (Cadavres à la pelle, Terminal), Emmanuel Garijo (Paul, Le Dernier Pub avant la fin du monde) et Philippe Allard (Shaun of the Dead, Truth Seekers).
À titre exceptionnel, il est doublé par Philippe Valmont dans Hôtel Paradiso, une maison sérieuse, Guillaume Lebon dans Cours toujours Dennis, Frédéric Meaux dans Doctor Who, Mark Lesser dans Un Anglais à New York et Christophe Hespel dans Lost Transmissions (en).
En version québécoise, Frédéric Desager est la voix québécoise régulière de l'acteur. Daniel Picard le double dans Super flic, Cours toujours Dennis et Paul tandis que François Godin est sa voix dans Comment perdre ses amis et se mettre tout le monde à dos et Hector et la Recherche du bonheur.
Versions françaises
- Cédric Dumond dans les séries de films Mission impossible et Star Trek, Big Nothing, Absolutely Anything, The Boys[12], etc.

Versions québécoises
- Frédéric Desager dans les séries de films Mission impossible et Star Trek, Player One, Terminal[13], etc.